# Pyrausta albipedalis
Pyrausta albipedalis is een vlinder van de familie van de grasmotten (Crambidae). De wetenschappelijke naam van deze soort is voor het eerst voorgesteld als Botys albipedalis door Pieter Snellen in een publicatie uit 1899.
De soort komt voor in Indonesië (Java).